# Emilio Colombo
Emilio Colombo, italijanski politik, * 11. april 1920, Potenza, Italija, † 24. junij 2013, Rim.
Colombo je bil v svoji politični karieri: ministrski predsednik Italijanske republike (1970-72), zunanji minister (1980-83; 1992-93), pravosodni minister (1971-72), zakladni minister (1963-70, 1972, 1974-76), finančni minister (1973-74), proračunski minister (1968, 1987-88), kmetijski minister (1955-58), industrijski minister (1959-63), minister za zunanjo trgovino Italijanske republike (1958-59), minister brez listnice Italijanske republike (1972-73),... Predsednik Evropskega parlamenta (1977-79), ...